# MG 18/100 Tigress

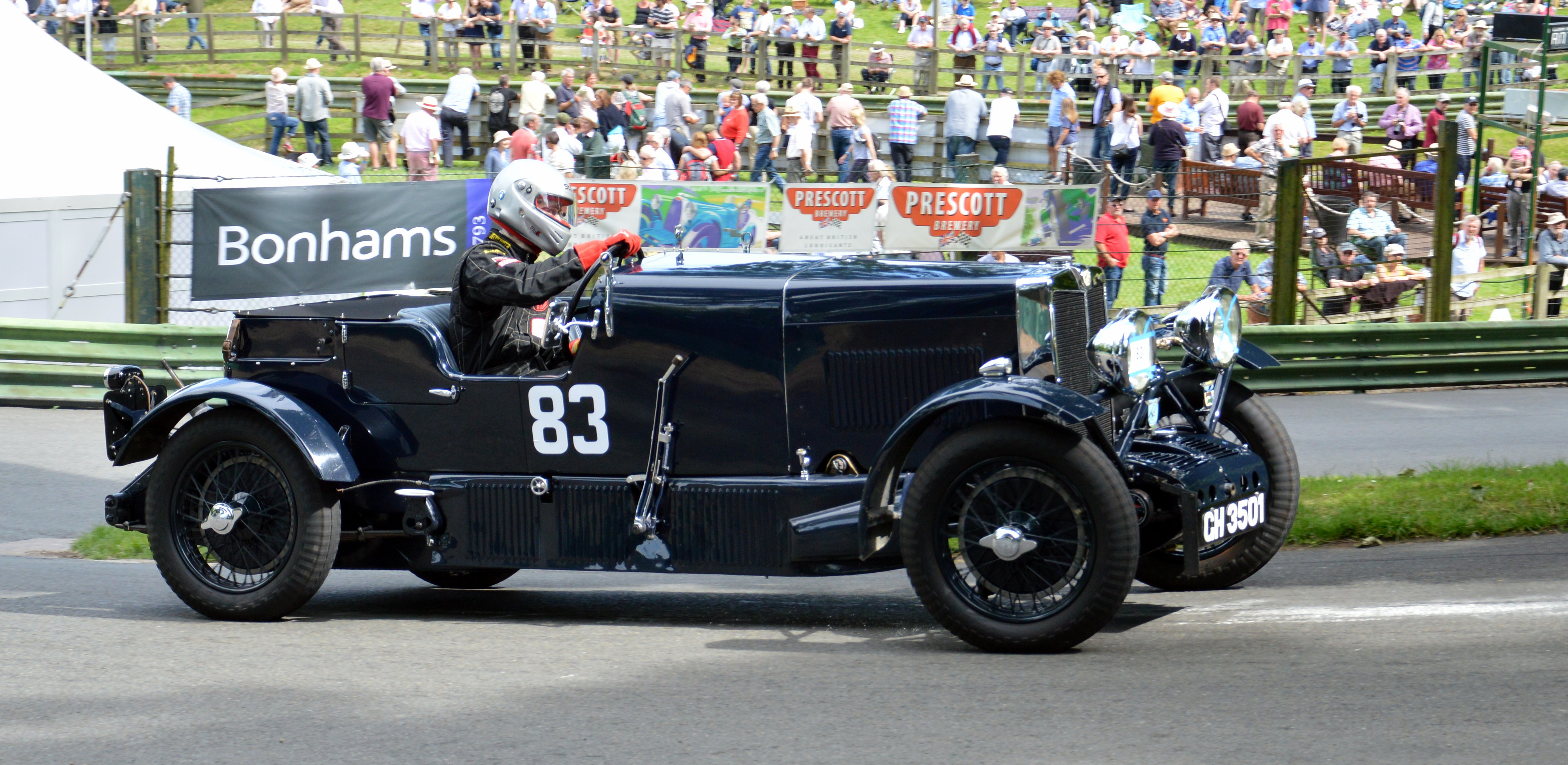
MG 18-100 MkIII Tigress préservée

La MG 18/100 MK III Tigress est une voiture de sport anglaise, construite par MG en 1931. Le nom de cette voiture vient de la puissance fiscale au Royal Automobile Club: 18 cv et de la vitesse : 100 mph (160 km/h).

## Description
La voiture reprend les caractéristiques de la MG 18/80, mais reçoit un moteur plus puissant (80 chevaux), ce qui permet d'atteindre la vitesse de 100 miles par heure
La production se limite à cinq exemplaires, tous des châssis équipés d'une caisse de type Tourer. Seulement deux ont survécu 

## Palmarès
- 2x12 Heures de Brooklands 1930: équipage: Leslie Callingham et Harold Parker,abandon sur casse moteur[3]

## Caractéristiques
- freins à tambours (diamètre 14 pouces)
- double allumage
- cylindrée: 2 468 cm3
- boite mécanique à 4 vitesses